# Amuse-bouche
Uma amuse-bouche  ou amuse-gueule é um aperitivo de tamanho pequeno, para uma única mordida. Amuse-bouches são diferentes dos aperitivos comuns, pois eles não são pedidos de um menu pelos clientes, mas são servidos de graça e de acordo com a escolha específica do chef. Estes, muitas vezes, acompanhados por um vinho, servido tanto para preparar o convidado para o prato quanto para oferecer um vislumbre do estilo do chef.
O termo é francês e significa literalmente "divertidor de boca". O plural pode ser amuse-bouche ou amuse-bouches. Na França, o termo amuse-gueule é tradicionalmente utilizado em conversação e escrita literária enquanto amuse-bouche não está sequer listado na maioria dos dicionários, sendo uma hipercorreção eufemística que apareceu na década de 1980 nos menus de restaurantes e usada quase só lá. (Em francês, bouche refere-se à boca humana, enquanto gueule pode significar a boca ou o focinho de um animal, embora comumente usado para boca e depreciativo só em algumas expressões.)

## Em restaurantes
O amuse-bouche surgiu como um traço de identificação durante o movimento nouvelle cuisine, que enfatizou "menor", pratos mais intensamente saborosos.
A função da amuse-bouche pode ser interpretada por ofertas bastante simples, como um prato de azeitonas ou uma porção de tapenade. Ele muitas vezes se torna uma vitrine, no entanto, o talento e carisma do chef intensifica a concorrência entre os restaurantes. De acordo com Jean-Georges Vongerichten, um célebre chef popular de Nova Iorque, com restaurantes ao redor de todo o mundo, "o amuse-bouche é o melhor caminho para um grande chef expressar as suas grandes idéias em pequenas mordidas".
Em algum ponto, o amuse-bouche se transformou de um bônus inesperado a uma exigência nos restaurantes estrelados do Guia Michelin e nos aspirantes a essa categoria (como recentemente, em 1999, o The New York Times forneceu uma explicação entre parênteses do assunto). Este por sua vez criou um conjunto de desafios logísticos para os restaurantes: a amuse-bouche deve ser preparada em quantidade suficiente para servir a todos os convidados, geralmente, logo depois que o pedido é feito ou entre os pratos principais. Isso, muitas vezes, requer uma praça de cozinha dedicada exclusivamente a produzir o amuse-bouche rapidamente, bem como uma grande e variada coleção de louças específicas para servir a amuse. Pratos interessante, xícaras demitasse, e grandes colheres de sopa no estilo asiático são escolhas populares. Além disso, a cozinha deve tentar acomodar os clientes que têm aversão ou alergia aos ingredientes das amuse-bouche.

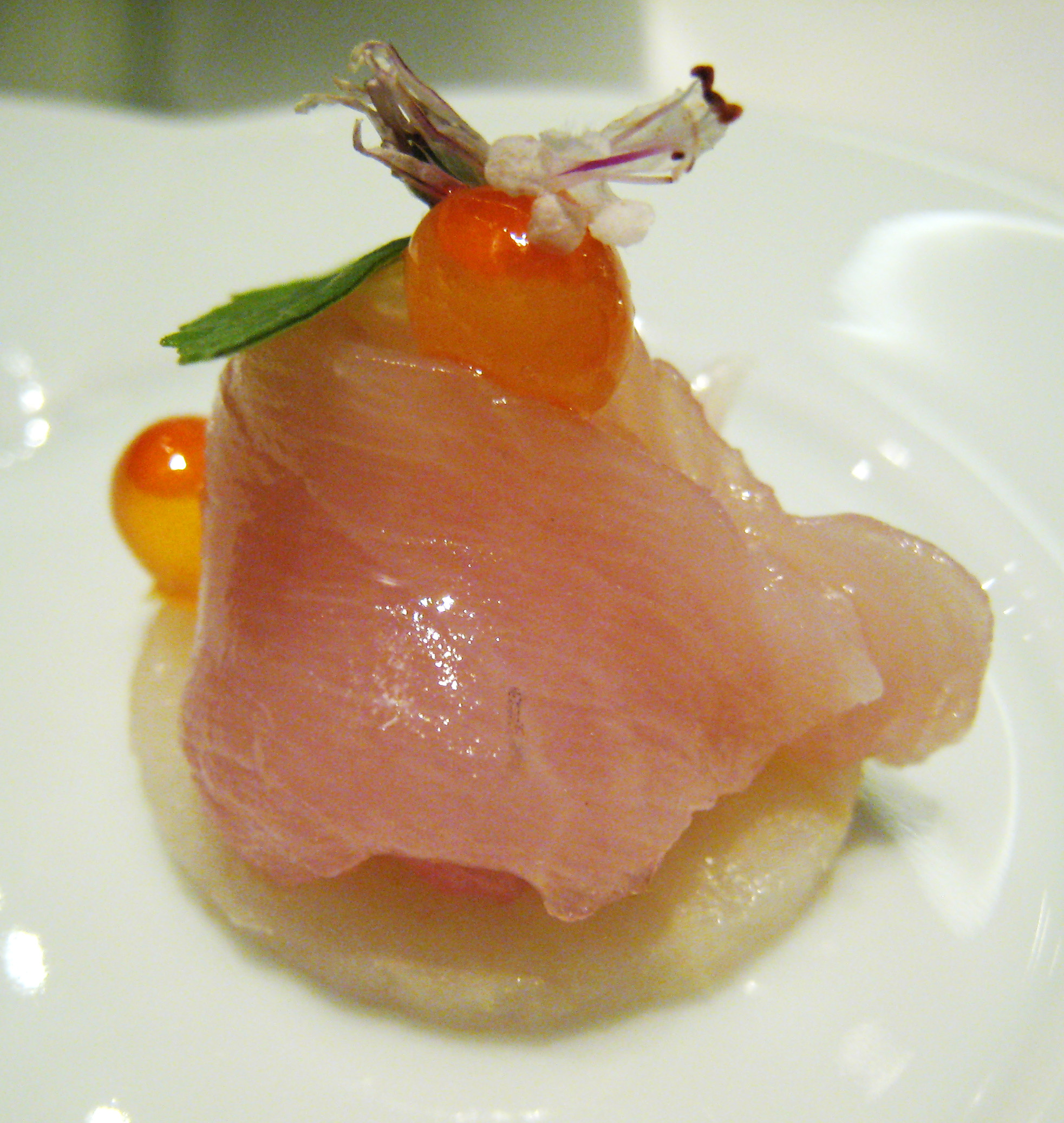
Uma amuse-bouche com influência japonesa: hamachi, ovas de salmão, manjericão, flor de manjericão